# تاج‌های شیلا

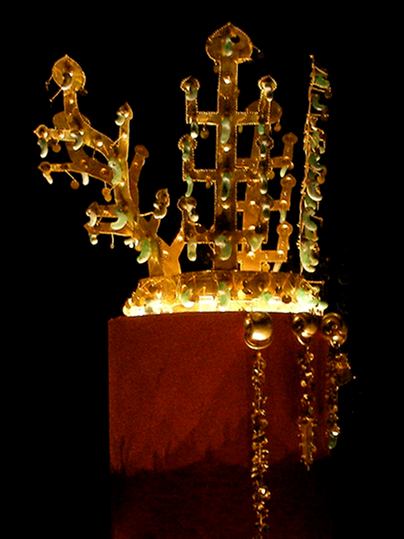
تاج طلایی از گنجینه ملی شماره هوانگنام داچونگ شماره ۱۹۱.

تاج‌های امپراتوری شیلا (به انگلیسی: Crowns of Silla) تقریباً در سده‌های ۵ تا ۷ در پادشاهی شیلا متعلق به کره ساخته شده‌اند. این تاج‌ها در گیونگجو، پایتخت سابق امپراتوری شیلا حفاری شده و گنجینه‌های ملی کره جنوبی هستند.

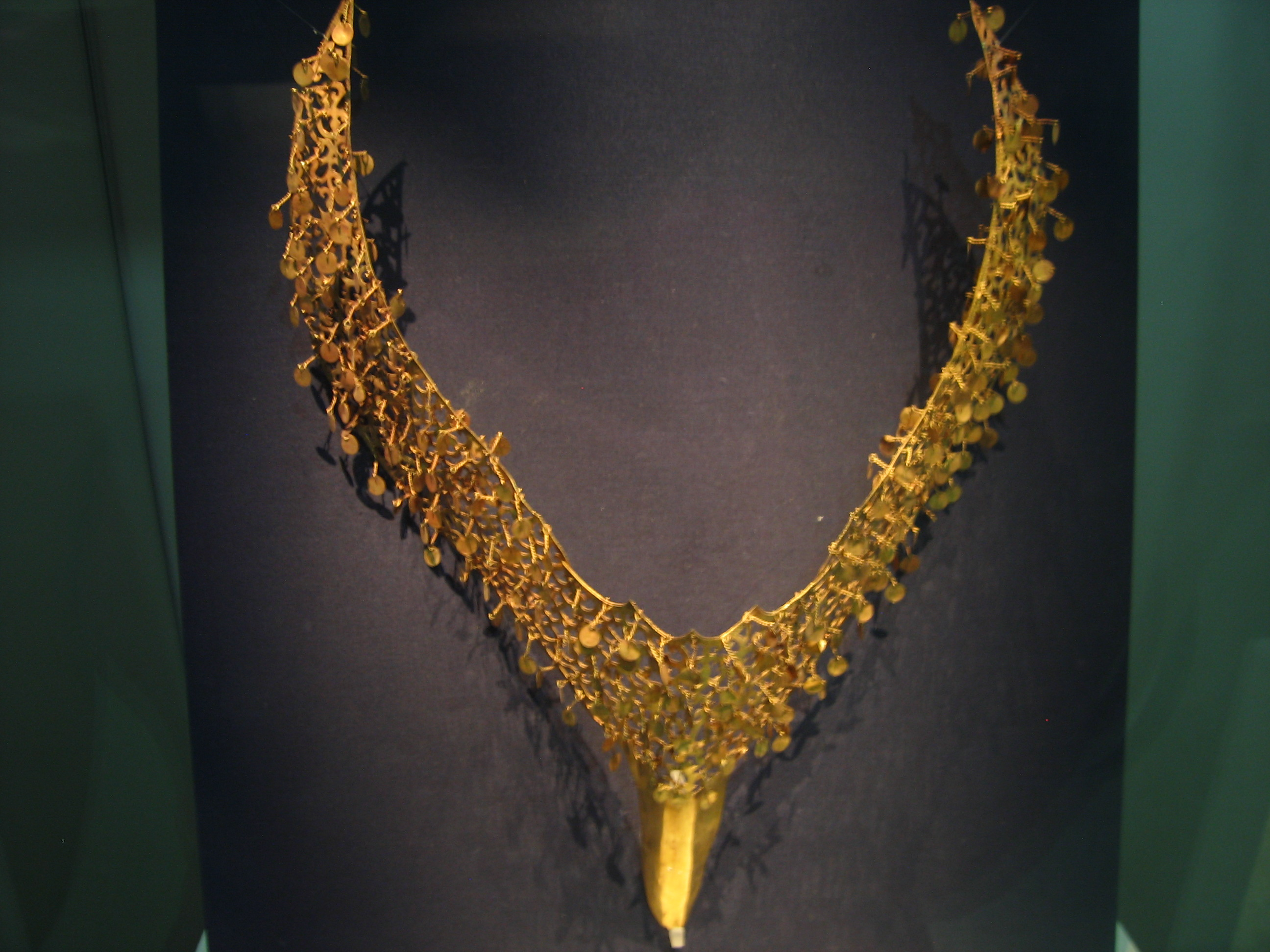
تزئیناتی از تاج اصلی شیلا

## معرفی

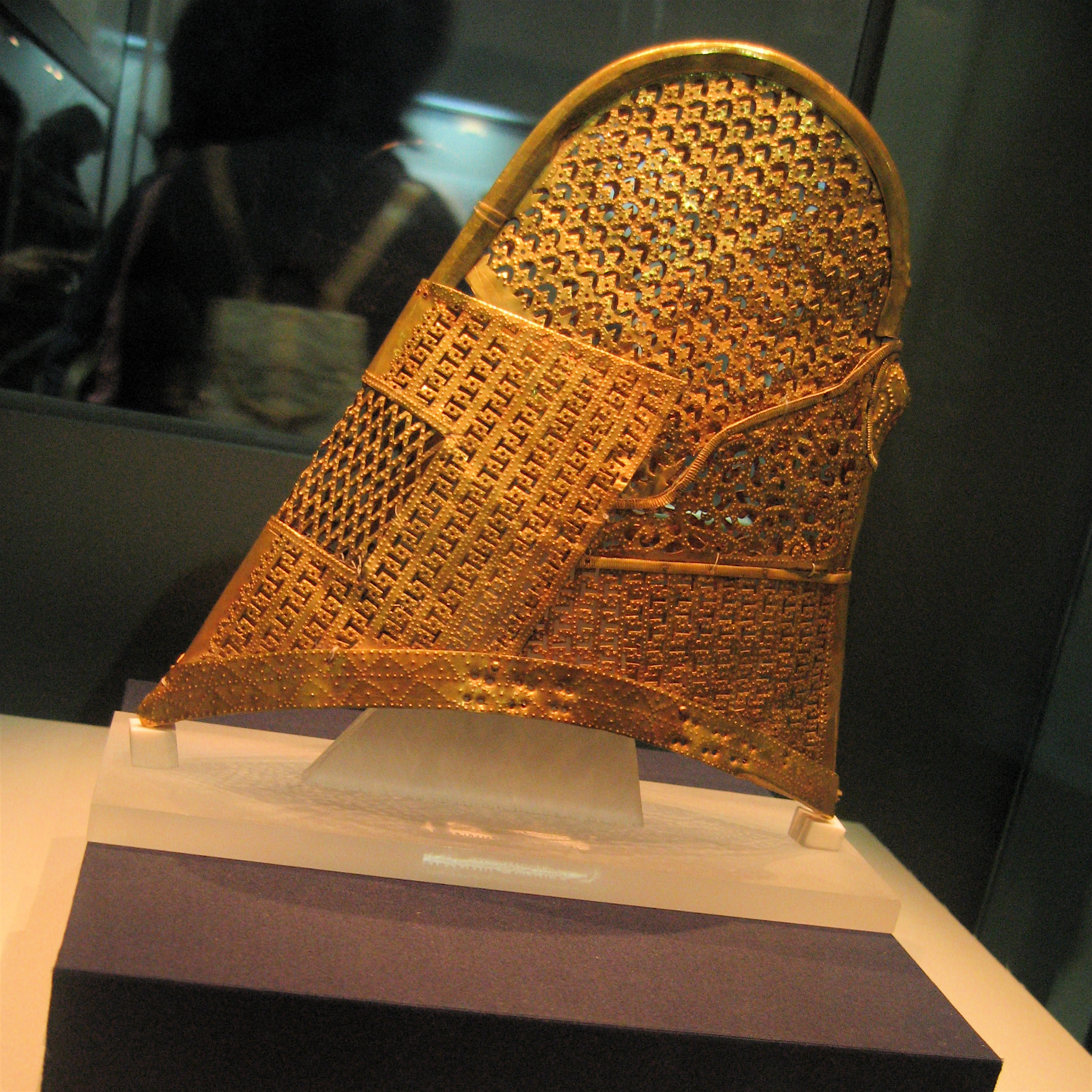
درپوش طلایی درونی تاج شیلا از قرن ششم.

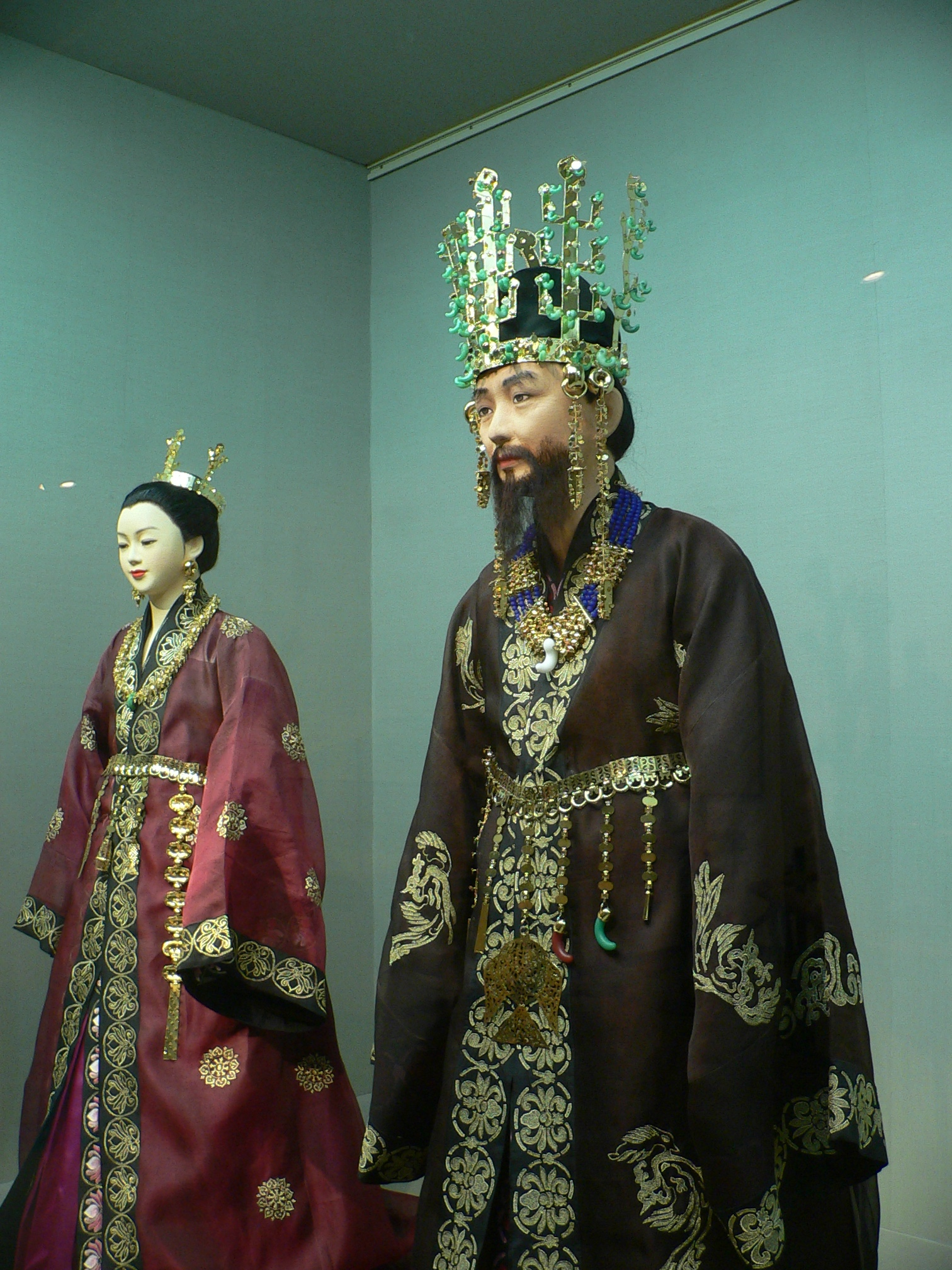
امپراتور و ملکه بزرگ شیلا

تاج‌های شیلا در گورپشته گیونگجو، کره جنوبی، پایتخت شیلا و شیلای متحد کشف شد. گورپشته شیلا برخلاف باکجه و امپراتوری گوگوریو همتای آن‌ها غیرقابل دسترسی بودند زیرا مقبره‌ها شامل معابر و راهروها نبودند. در عوض، گنج‌ها و تابوت گودال‌های عمیق حفر شده و با چوب پوشانده شده قرار داشتند. این گودال‌ها با خاک پوشانده شده و با خشت مهر و موم شده و سپس سطح آن با تخته سنگهای رودخانه ای عظیم پوشیده شده بود و سپس توسط تپه‌های عظیمی از خاک پوشانده شده بودند. تخته سنگ‌های سنگین باعث شده بود تا مقبره‌ها به اعماق زمین نزدیک شوند و خارج از دسترس باشند. مکانیسم دفن شیلا باعث شد تا سارقان قبر و مهاجمان خارجی هرگز نتوانند اشیا گرانبها را بدزدند. برخی از تاج‌ها از طلای خالص ساخته شده‌اند و احتمالاً برای پادشاهان و تاج‌های دیگری نیز از جنس برنز یا طلاکاری شده، که احتمالاً برای شاهزاده‌ها یا پادشاهان کوچک‌تر بوده‌است. تاج‌های شیلا از آرامگاه تاج طلای قرن ۵، و مقبره طلای بل قرن ۶ و آرامگاه اسب آسمانی کاوش شده‌اند. پذیرش بودیسم توسط پادشاهان شیلا در سال ۵۲۸ میلادی منجر به افول نهایی عمل دفن مصنوعات طلا در مقبره‌ها و تا پایان قرن ششم این عمل متوقف شد.

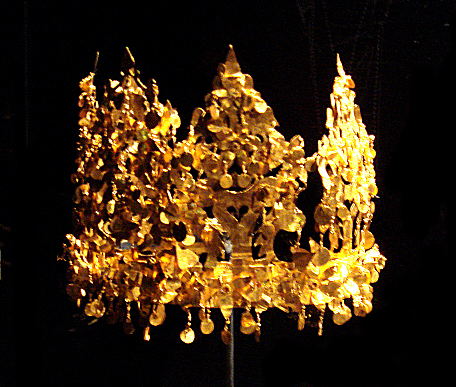
این تاج از مقبره ۶ طلاتپه، در افغانستان کاوش شده و تخمین زده می‌شود که متعلق به قرن اول یا دوم باشد. سبک تاج به شدت نشان دهندهٔ ارتباط اسکیتو-ایرانی با کره است.